# Liegender weiblicher Akt mit Kind (Lucas Cranach)
Liegender weibliche Akt mit Kind ist der Titel einer Federzeichnung aus dem  Bestand des Dresdner Kupferstichkabinetts, die Lucas Cranach dem Älteren zugeschrieben wurde. Die Zeichnung ist während des Zweiten Weltkriegs verschollen.
Es ist keine aussagekräftige Abbildung mehr zur Beurteilung des Werks vorhanden.
Die Zeichnung stammte aus altem  Dresdner Sammlungsbestand, sie  wurde 1756 erworben. Inventarisiert ist sie im Kupferstichkabinett unter der Inventar-Nummer: Inv. Nr. C 2163 (Kriegsverlust).

## Größe und Technik
198 mm × 308 mm, Federzeichnung mit Weißhöhung auf braunem Papier.